# 陽都県 (江蘇省)
陽都県（ようと-けん）は中華人民共和国江蘇省にかつて存在した県。現在の南京市北東部に相当する。
東晋により僑県として設置された。461年（大明5年）、南朝宋により廃止され、管轄区域は臨沂県に編入された。